# Иллюзионист (фильм, 2006)
«Иллюзионист» (англ. The Illusionist) — американский романтический мистический фильм 2006 года, поставленный с участием чешских кинематографистов режиссёром Нилом Бергером по мотивам рассказа Стивена Миллхаузера. Фильм рассказывает вымышленную историю Эйзенхайма, фокусника из Вены начала века, который воссоединяется со своей любовью детства, женщиной, стоящей намного выше его по социальному положению.
Премьера фильма состоялась на кинофестивале «Сандэнс» в 2006 году и открыла Международный кинофестиваль в Сиэтле в 2006 году; 18 августа 2006 года он был выпущен ограниченным тиражом в кинотеатрах, а 1 сентября вышел в прокат по всей стране. Фильм имел успех у критиков и коммерческий успех.

## Сюжет
Конец XIX века, Вена, Австрия. Иллюзиониста Эйзенхайма прямо на его выступлении задерживает полиция, подозревая в заговоре против империи. Арестовавший его инспектор Вальтер Уль (Пол Джаматти) рассказывает историю Эйзенхайма.
Юный Эдуард Абрамович (впоследствии известный под псевдонимом «Эйзенхайм») рос в семье небогатого краснодеревщика. Однажды мальчик встретил чародея (такова легенда о его магических способностях), который одарил его даром иллюзиониста, после чего исчез вместе с деревом, под которым сидел. Эдуард учится невиданным фокусам и однажды попадается на глаза молодой герцогине Софи фон Тешен. Дети влюбляются друг в друга: Эдуард рассказывает Софи о том, что собирается уехать в Китай, где живёт иллюзионист, заставляющий исчезать целые дома. Как талисман он дарит ей самодельный медальон со своей крошечной фотографией внутри. Ребята уже готовятся бежать, но их находит стража и забирает Софи, а мальчику угрожает, что его убьют, если он ещё хоть раз приблизится к герцогине. Эдуард собирает вещи и уходит из дома.
Проходит 15 лет. Эдуард возвращается в Вену как иллюзионист под псевдонимом Эйзенхайм. В своём представлении он показывает трюки «Апельсиновое дерево» (в котором дерево вырастает за считанные секунды) и «Бабочки» (бабочки приносят зрительнице платок, перед этим исчезнувший из шкатулки в её руках). Наблюдавший за зрелищем инспектор Уль после представления приходит к иллюзионисту и просит раскрыть секрет его фокусов, так как они впечатлили инспектора.
Новость об иллюзионисте доходит и до кронпринца Леопольда. Он решает приехать на следующее выступление Эйзенхайма. На выступлении иллюзионист просит добровольца для фокуса, и им вызывается быть невеста Леопольда, которой оказывается Софи фон Тешен. На неё надевают длинный плащ, после чего она видит в зеркале, как кто-то подбирается к ней со спины и убивает (сзади никого нет). Софи теряет сознание, но Леопольд восхищён трюком и просит Эйзенхайма выступить у него во дворце.
На следующее утро Эдуард встречается с Софи в её карете; они очень рады снова видеть друг друга, хотя воссоединение проходит немного неловко. Далее иллюзионист едет во дворец к Леопольду. Первые его фокусы не нравятся кронпринцу, и он просит Эйзенхайма показать что-нибудь поинтересней. Герой кратко напоминает зрителям историю легендарного меча Экскалибура, а затем берёт саблю Леопольда и ставит ее вертикально острием на пол, после чего просит её поднять. Никто из гостей не может это сделать. Наконец очередь доходит до Леопольда, которому с трудом удаётся сдвинуть саблю с места (понятно, что в этом замешана помощь Эйзенхайма). Распознав попытку посмеяться над ним, раздражённый кронпринц приказывает инспектору закрыть выступления фокусника. Довольный Эйзенхайм покидает дворец, но его догоняет Софи. Она пытается воззвать к его здравомыслию, указывая на жестокость Леопольда, но Эдуард не особо напуган. Они продолжают спорить и внезапно понимают, что всё ещё любят друг друга.
Любовники занимаются сексом в лесном домике Эдуарда. Софи рассказывает ему, как сильно она без него страдала, а так же что Леопольд готовит заговор против отца, и предпочла бы бежать с иллюзионистом. Эйзенхайм обещает, что придумает план, и просит Софи быть осторожной, так как Леопольд однажды убил свою женщину, когда понял, что та ему изменила.
На следующий день Эйзенхайм покупает билеты на поезд, чтобы уехать на нём с Софи, и договаривается с ней о встрече. Вечером девушка собирается уйти из замка Леопольда, но пьяный кронпринц догоняет её в конюшне, слышны её крики. Утром на улице находят лошадь Софи с кровавым пятном на шее. Полиция во главе с инспектором Вальтером Улем отправляется на поиски герцогини. С ними едет и Эйзенхайм. В лесном озере они видят мёртвое тело. Эйзенхайм бросается в воду и первым обнаруживает труп Софи с глубокой раной на шее. Доктор семьи фон Тешен подтверждает, что девушка мертва. Уль хочет осмотреть тело убитой, но доктор запрещает ему.
Эйзенхайм впадает в депрессию. Он увольняет своего антрепренёра, нанимает помощников-азиатов и покупает небольшой театр. После паузы иллюзионист объявляется вновь. На своём представлении он демонстрирует спиритический сеанс, на котором вызывает дух погибшего мальчика. Этот трюк приводит публику в удивление, в том числе и инспектора Уля. Ночью Вальтер вместе с прохожими видит, как призрак мальчика бродит по улицам города. Инспектору говорят что, скорее всего, Эйзенхайм использует новейшее устройство, что-то вроде голографического проектора. Инспектор решает узнать секрет трюка, один из людей инспектора проникает ночью в театр Эйзенхайма, однако азиаты отказываются раскрывать тайну и выкидывают его за дверь.
Однако следующее выступление меняет отношение Уля к Эйзенхайму. Эйзенхайм призывает дух убитой Софи, и некоторые зрители пытаются узнать у неё, не является ли её убийцей кронпринц Леопольд. После выступления Вальтер просит Эйзенхайма больше не проводить такие трюки. Узнав от инспектора о трюке, кронпринц переодетым является на следующее представление. На нём Эйзенхайм снова вызывает дух Софи, и многие зрители вновь начинают спрашивать, является ли убийцей кронпринц. Софи прямо не отвечает, но говорит, что убийца присутствует в зале. Леопольд начинает нервничать и понимает, что если его признают убийцей, он не сможет взойти на престол, и приказывает инспектору Улю сразу арестовывать на представлении всех, кто будет считать его убийцей. Вальтер Уль по приказу Леопольда арестовывает Эйзенхайма прямо во время выступления.
В полицейском участке Вальтер говорит Эйзенхайму, что не хочет его арестовывать, так как является его поклонником. В этот момент к зданию подходят толпы сторонников иллюзиониста, требуя, чтобы полиция освободила его. Герой выходит на балкон и говорит, что занимается всего лишь иллюзиями, а не вызыванием духов. Народ успокаивается и уходит.
Эйзенхайм приглашает на представление своего уволенного антрепренёра и просит у него прощения, пообещав всю выручку от выступления. Вопреки запрету инспектора, он снова призывает дух Софи, и разъяренный Уль пытается его арестовать (фильм возвращается к начальной сцене), но внезапно Эйзенхайм сам оказывается проекцией и растворяется в воздухе прямо на сцене; помощники-азиаты тоже в шоке. Никаких следов иллюзионист не оставил.
Инспектор Вальтер Уль сам начинает верить в убийство Софи кронпринцем. Он начинает расследование и понимает, что все следы ведут к Леопольду. В конюшне кронпринца инспектор при осмотре находит деревянный медальон Софи и небольшой изумруд, который был на сабле кронпринца. Он приходит к Леопольду и рассказывает, что прекрасно знал о готовящемся заговоре и поначалу планировал его поддерживать, считая Леопольда более достойным роли императора, но убийство Софи заставило его в корне изменить мнение. Поняв, что Вальтер раскроет его, кронпринц угрожает инспектору револьвером, однако Уль сообщает Леопольду, что уже обратился в «высшую инстанцию», и к замку прибывает королевская гвардия для ареста Леопольда. Не желая отправляться в тюрьму, Леопольд совершает самоубийство. Инспектор уходит из кабинета, забрав медальон Софи.
На следующий день Уль, которого лишили звания старшего инспектора, получает через мальчика посылку от Эйзенхайма, в которой находится книга с описанием трюка «Апельсиновое дерево». Инспектор обнаруживает, что у него из кармана похищен медальон. Незнакомец в шляпе и с бородой (в котором угадывается замаскированный Эйзенхайм) несёт этот кулон в руке. Инспектор замечает это и бежит за ним, но не успевает его остановить: незнакомец приходит на вокзал и садится в поезд. Инспектор вспоминает все ключевые события и понимает, что Эйзенхайм и Софи всё подстроили: они усыпили кронпринца, Софи нарисовала краской кровь на сабле и оставила медальон, а доктор фон Тешен был в сговоре с Софи и Эйзенхаймом. Всё это было ради того, чтобы освободить Софи от Леопольда и заодно предотвратить подлый заговор. Вальтер счастливо смеётся, восхищённый гениальностью этого плана.
Эйзенхайм уезжает в поезде. На фоне красивого альпийского пейзажа он идёт к лесному домику, где его ждёт Софи. Влюблённые снова встречаются и целуются.

## В ролях
| Актёр             | Роль                          |
| ----------------- | ----------------------------- |
| Эдвард Нортон     | Эдуард Абрамович/Эйзенхайм    |
| Пол Джаматти      | инспектор полиции Вальтер Уль |
| Джессика Бил      | герцогиня София фон Тешин     |
| Руфус Сьюэлл      | кронпринц Леопольд            |
| Элеонор Томлинсон | молодая Софи                  |
| Аарон Джонсон     | молодой Эдуард                |

## Саундтрек
| №   | Название                        | Длительность |
| --- | ------------------------------- | ------------ |
| 1.  | «"The Illusionist"»             | 2:24         |
| 2.  | «"Do You Know Me"»              | 2:48         |
| 3.  | «"Chance Encounter" –»          | 3:23         |
| 4.  | «"The Locket"»                  | 2:54         |
| 5.  | «"The Orange Tree"»             | 1:47         |
| 6.  | «"The Mirror"»                  | 1:27         |
| 7.  | «"Wish I Would See You Again"»  | 1:26         |
| 8.  | «"The Sword"»                   | 0:36         |
| 9.  | «"Meeting In The Carriage"»     | 1:09         |
| 10. | «"Sophie"»                      | 2:50         |
| 11. | «"The Secret Plot"»             | 2:53         |
| 12. | «"Sophie's Ride To The Castle"» | 2:05         |
| 13. | «"The Accident"»                | 1:30         |
| 14. | «"The New Theater"»             | 1:39         |
| 15. | «"Frankel Appears"»             | 3:26         |
| 16. | «"A Shout From The Crowd"»      | 2:02         |
| 17. | «"Eisenheim Disappears"»        | 2:07         |
| 18. | «"The Search"»                  | 3:00         |
| 19. | «"The Missing Gem"»             | 3:03         |
| 20. | «"The Chase"»                   | 4:11         |
| 21. | «"Life In The Mountains"»       | 4:31         |

## Производство
Несмотря на то, что действие фильма происходит в Австрии, фильм большей частью был снят в Чехии. Город Вена, в котором разворачивались основные события, был снят в чешском городе Табор и Праге. Деревня, в которой вырос Эйзенхайм, была снята в Чески-Крумлове. Усадьба принца Леопольда — это замок Конопиште, расположенный около Бенешова, в котором жил эрцгерцог Франц Фердинанд. Остальные эпизоды фильма были сняты на киностудии «Баррандов» в Праге.
Несколько сцен были вырезаны из фильма, включая сцену с участием Робби Кея.

## Награды и номинации
Лента была номинирована на премию «Оскар» за лучшую работу оператора. «Серебряной лягушки» был удостоен оператор фильма, Дик Поуп. Эдвард Нортон получил премию от кинокритиков Сан-Диего (также за фильмы «Разрисованная вуаль» и «Это случилось в долине»). Композитор Филип Гласс удостоился BFCA Award в 2007 году.
| Премия                              | Категория                              | Номинант    | Результат |
| ----------------------------------- | -------------------------------------- | ----------- | --------- |
| «Оскар»                             | Лучшая операторская работа             | Дик Поуп    | Номинация |
| «Выбор критиков»                    | Лучшая музыка к фильму                 | Филип Гласс | Победа    |
| «Независимый дух»                   | Лучший сценарий                        | Нил Бергер  | Номинация |
| Национальный совет кинокритиков США | ТОП 10 лучших независимых фильмов года |             | Победа    |

## Ремейк
В 2014 году кабельный канал The CW сообщил, что рассматривает возможность адаптации фильма в телесериал.